# Wulfila pulverulentus
Wulfila pulverulentus är en spindelart som beskrevs av Arthur M. Chickering 1937. Wulfila pulverulentus ingår i släktet Wulfila och familjen spökspindlar.
Artens utbredningsområde är Panama. Inga underarter finns listade i Catalogue of Life.